# NA-1210
La NA-1210, es una carretera que va desde las Ventas de Arraiz, en el término concejil de Arraiz, en Ulzama hasta Endarlaza, en Vera de Bidasoa, Navarra. Está dividida en 5 tramos, dado que al hacer la nueva N-121-A, se hubieron de emplear partes de esta.

## Recorrido
| Denominación | Kilómetro | Salida                           | Carretera                        | Dirección                        |
| ------------ | --------- | -------------------------------- | -------------------------------- | -------------------------------- |
| NA-1210      | 0         |                                  | N-121-A                          | Pamplona Vera de Bidasoa         |
| NA-1210      | 2         | Travesía de las Ventas de Ulzama | Travesía de las Ventas de Ulzama | Travesía de las Ventas de Ulzama |
| NA-1210      | 4         | Travesía del Alto de Belate      | Travesía del Alto de Belate      | Travesía del Alto de Belate      |
| NA-1210      | 8         | Travesía de la Venta de San Blas | Travesía de la Venta de San Blas | Travesía de la Venta de San Blas |
| NA-1210      | 12        |                                  | N-121-A                          | Elizondo Santesteban             |
| NA-1210      | 12        |                                  | N-121-A                          | Olagüe Pamplona                  |
| NA-1210      | 13        |                                  |                                  | Almandoz                         |
| NA-1210      | 15        |                                  | NA-2540                          | Berroeta Aniz Ziga               |
| NA-1210      | 15        |                                  | N-121-A                          | Pamplona Vera de Bidasoa         |
| N-121-A      | 18        |                                  | NA-4095                          | Zozaya                           |
| N-121-A      | 19        |                                  | N-121-A                          | Santesteban Vera de Bidasoa      |
| N-121-B      | 19        |                                  | N-121-B                          | Elizondo Dancharinea             |
| NA-1210      | 20        | Travesía de Oronoz-Mugaire       | Travesía de Oronoz-Mugaire       | Travesía de Oronoz-Mugaire       |
| NA-1210      | 20        |                                  | NA-8303                          | Elizondo Dancharinea             |
| NA-1210      | 20        | Travesía de Oyeregui             | Travesía de Oyeregui             | Travesía de Oyeregui             |
| NA-1210      | 21        | Travesía de Narvarte             | Travesía de Narvarte             | Travesía de Narvarte             |
| NA-1210      | 23        |                                  | N-121-A                          | Lesaca Vera de Bidasoa           |
| NA-1210      | 23        |                                  | N-121-A                          | Elizondo Pamplona                |
| NA-1210      | 23        |                                  |                                  | Legasa                           |
| NA-1210      | 24        |                                  | NA-170 A-15                      | Santesteban Leiza Lecumberri     |
| N-121-A      | 27        |                                  | N-121-A                          | Lesaca Vera de Bidasoa           |
| NA-1210      | 27        | Travesía de Sumbilla             | Travesía de Sumbilla             | Travesía de Sumbilla             |
| NA-1210      | 29        |                                  |                                  | Camping Ariztigain               |
| NA-1210      | 29        |                                  | N-121-A                          | Vera de Bidasoa Pamplona         |
| NA-1210      | 33        |                                  | N-121-A                          | Vera de Bidasoa Pamplona         |
| N-121-A      | 38        |                                  | N-121-A                          | Lesaca Vera de Bidasoa           |
| NA-1210      | 38        |                                  | N-121-A                          | Lesaca Vera de Bidasoa           |
| NA-1210      | 38        |                                  | NA-4020 NA-4052 N-121-A          | Yanci Aranaz Pamplona            |
| NA-1210      | 41        |                                  | NA-4400 N-121-A                  | Echalar Vera de Bidasoa Pamplona |
| NA-1210      | 42        |                                  | NA-4000                          | Lesaca San Sebastián             |
| NA-1210      | 43        |                                  | N-121-A                          | Santesteban Pamplona             |
| NA-1210      | 43        |                                  | N-121-A                          | Vera de Bidasoa                  |
| N-121-A      | 44        |                                  | NA-8304                          | Vera de Bidasoa                  |
| N-121-A      | 45        |                                  | N-121-A                          | Irún Francia                     |
| NA-1210      | 46        |                                  | NA-8304 N-121-A                  | Vera de Bidasoa Irún Francia     |
| NA-1210      | 51        | Travesía de Endarlaza            | Travesía de Endarlaza            | Travesía de Endarlaza            |
| NA-1210      | 51        |                                  | N-121-A                          | Irún Francia Pamplona            |